# 윤성우
윤성우 (1989년 11월 8일 ~ )은 대한민국의 축구 선수로서 포지션은 미드필더이다.

## 축구인 생활

### 선수 생활
2012년 FC 서울에 입단하였으나, 주전 경쟁에서 밀려 1군 출장기회가 많지는 않았지만 계속1군에 머물렀고 2013년 고양 Hi FC로 임대되었다.
2014년 내셔널리그의 강릉시청으로 이적하였으며, FA컵 32강전 경남 FC와의 경기에서 골을 기록하며 팀의 16강 진출에 기여하였다.

## 경력

### 선수 경력
- 2012년 ~ 2013년  FC 서울
- 2013년  고양 Hi FC
- 2014년  강릉시청 축구단
- 2015년  청주 FC
- 2016년 ~ 현재  춘천 시민축구단